# Portada/article novembre 16

## Màxim tèrmic del Paleocè-Eocè
El màxim tèrmic del Paleocè-Eocè (MTPE, PETM en anglès), anomenat també màxim tèrmic de l'Eocè inicial o màxim tèrmic del Paleocè superior, fou un brusc canvi climàtic que marcà la fi del Paleocè i l'inici de l'Eocè, fa 55,8 milions d'anys. Es tracta d'un dels períodes de canvi climàtic més significatius de l'era Cenozoica, que alterà sobtadament la circulació oceànica i atmosfèrica, provocant l'extinció de molts gèneres de foraminífers bentònics, i causant grans canvis en els mamífers terrestres que marcaren l'aparició dels llinatges actuals.